# ジャッキ式つり上げ機械運転者
ジャッキ式つり上げ機械運転者（ジャッキしきつりあげききかいうんてんしゃ）とは、ジャッキ式つり上げ機械の特別教育を修了した者に与えられる資格。

## 概要
- ジャッキ式つり上げ機械の調整又は運転の業務

## 受講資格
- 満18歳以上

## 特別教育
- 特別教育は各事業所（企業等）又は都道府県労働局長登録教習機関において行われる。
- 安全衛生特別教育規程（昭和47年労働省告示第92号）で規定された履修時間は10時間（以上）となっている。

### 講習科目
- 学科
  1. ジャッキ式つり上げ機械に関する知識（3時間）
  2. ジャッキ式つり上げ機械の調整又は運転に必要な一般的事項に関する知識（2時間）
  3. 関係法令（1時間）
- 実技
  1. ジャッキ式つり上げ機械の調整及び運転の方法（4時間）